# Jeong Jin-yeong (Fußballspieler, 2000)
Jeong Jin-yeong (koreanisch 정진영; * 20. Oktober 2000) ist ein südkoreanischer Fußballspieler.

## Karriere
Jeong Jin-yeong stand bis Januar 2024 beim thailändischen Drittligisten PT Satun FC unter Vertrag. Wo er vorher gespielt hat, ist unbekannt. Mit dem Verein aus Satun spielte er 16-mal in der Southern Region der Liga. Von Ende Januar 2024 bis Mitte Juli 2024 war er vertrags- und vereinslos. Am 18. Juli 2024 unterschrieb er einen Vertrag beim Zweitligisten Samut Prakan City FC. Sein Zweitligadebüt für den Verein aus Samut Prakan gab er am 18. August 2024 (2. Spieltag) im Heimspiel gegen den Trat FC. Bei dem 3:2-Erfolg stand er in der Startelf und spielte die kompletten 90 Minuten. Nach 15 Ligaspielen wurde sein Vertrag nach der Hinrunde im Januar 2025 nicht verlängert.